# Natron
Natron — вільна (GPLv3). безкоштовна альтернатива The Foundry Nuke

## Походження Назви
Natron названий на честь озера Натрон в Танзанії.

## Особливості
- Робота з маскою.
- Підтримка стереоскопічного 3D і обробки мультівідового.
- Ключовий кадр на основі параметрів анімації, за допомогою поліномів Бернштейна (поліном базисних за кривих Безьє) для інтерполяції.
- Відстеження відео.
- Формат проект, написаний в XML і легко доступні для редагування.
- Вузол пресетів можуть бути імпортовані / легко експортувати за допомогою XML.
- Широкий спектр додаткових ефектів (кольору, геометричні перетворення, перетворення генератори зображення, так далі ...).
- І багато іншого...